# فرودگاه داکینگ سارتیو
فرودگاه داکینگ سارتیو (به انگلیسی: Daqing Sartu Airport) یک فرودگاه همگانی با کد یاتا DQA است . این فرودگاه در کشور چین قرار دارد .

## شرکت‌های هواپیمایی و مقصدهای پروازی
| شرکت‌های هواپیمایی   | مقصدهای پروازی |
| ------------------- | --- |
| ایر چاینا           | پکن، هانگجو ژیاشان، شنینگ تخین، تیانجین بینهای، ووهان تیانهه، یانتای چائوشوی                                       |
| هواپیمایی شرقی چین  | پکن، کینگدائو لیوتینگ، شانگهای هونگچیائو                                                                           |
| هواپیمایی جنوبی چین | پکن، چنگدو شوانگلیو، دالیان ژووشویزی، بایون گوآنگجو، هایلار دنگشان، کینگدائو لیوتینگ، شانگهای پودنگ، شی‌آن شیان‌یانگ |
| جونیائو ایرلاینز    | نانجینگ لوکو، ویهای داشویبو                                                                                        |